# Legio X Fretensis
La Legio X Fretensis ("dello Stretto") fu una legione romana creata da Augusto nel 41/40 a.C. per combattere contro Sesto Pompeo, ed esistette almeno fino agli inizi del V secolo. Il suo simbolo fu il verro.

## Repubblica e primo impero
Augusto, all'epoca ancora Ottaviano, arruolò questa legione in quanto aveva bisogno di contrastare Sesto Pompeo, figlio di Gneo Pompeo Magno, il quale controllava la Sicilia, minacciando la fornitura di grano per la città di Roma. Ottaviano scelse per questa legione il numero dieci come richiamo alla famosa Legio X di Cesare; la legione originale era infatti nell'esercito di Marco Antonio. Durante il conflitto contro Pompeo, la Legio X presidiò lo stretto di Messina, prendendo parte alla battaglia di Mylae e a quella di Nauloco (36 a.C.); dal nome latino dello stretto, fretum siculum, la legione derivò poi il cognomen Fretensis.
Dopo la sconfitta di Sesto Pompeo, scoppiò la guerra civile tra Ottaviano e Marco Antonio. Nel 31 a.C. la Legio X combatté nella battaglia di Azio contro Marco Antonio, e proprio la partecipazione a questa battaglia spiegherebbe perché un altro simbolo della legione fu la trireme. Lo scontro ad Azio segnò la fine delle guerre civili e l'assunzione del potere assoluto da parte di Ottaviano, che nel 27 a.C. assunse il titolo di Augusto. Dopo la sconfitta di Marco Antonio, Augusto congedò molti veterani. Alcuni soldati della X furono insediati a Cremona, che prese il nome di Colonia Veneria, con riferimento alla dea protettrice della gens Iulia, mentre è possibile che altri veterani fossero insediati a Brixia (moderna Brescia) e a Capua. Veterani della X Fretensis e della XII Fulminata colonizzarono insieme Patrasso.
Dopo essere stata di stanza nei Balcani, la X fu trasferita in Siria; alcune sue vessillazioni sono attestate dal 6 a.C. a Cirro, mentre l'intera legione era certamente presente nel 6 d.C. Tra le due date vi fu la campagna condotta da Publio Quintilio Varo contro i ribelli giudei, sollevatisi a seguito della morte di Erode il Grande nel 4 a.C.; Varo ebbe certamente a disposizione le altre legioni siriane – la III Gallica, la VI Ferrata e la XII Fulminata – e forse anche la X Fretensis.
Nel 6, invece, Publio Sulpicio Quirinio, governatore di Siria, guidò le sue legioni per sopprimere la rivolta scoppiata dopo l'esilio di Erode Archelao e l'annessione del regno nell'Impero romano. Viene citata dallo stesso Tacito a Cyrrhus durante il soggiorno di Germanico in Oriente nel 18/19.
Al tempo dell'imperatore Nerone, nel 58, la X Fretensis partecipò alla campagna militare di Gneo Domizio Corbulone contro i Parti.

## Prima guerra giudaica
La X Fretensis giocò un ruolo importante nella prima guerra giudaica (66–73) sotto il comando supremo del futuro imperatore Vespasiano. Nel 66 questa legione si recò insieme alla V Macedonica ad Alessandria d'Egitto per un'invasione dell'Etiopia, pianificata da Nerone, ma invece furono impiegate nella soppressione della rivolta giudaica. Dopo aver svernato ad Acri, la X Fretensis e la V Macedonica furono acquartierate nella città costiera di Cesarea marittima (67/68). E mentre nel 69 Vespasiano si recò a Roma nell'ambito delle guerre civili note come anno dei quattro imperatori, il figlio Tito rimase in Oriente per reprimere la rivolta. Quando Taricace e Gamala furono conquistate, la X Fretensis andò a Scitopoli (odierna Beit She'an), poco ad ovest del fiume Giordano. Nell'estate del 68, la X Fretensis distrusse il monastero di Qumran e poi si spostò negli accampamenti invernali di Gerico.
A partire dal 67, la rivolta cominciò ad essere circoscritta alla sola Gerusalemme e in pochi altri luoghi, come la fortezza di Masada. In questo stesso anno la X Fretensis, insieme alla V Macedonica, alla XII Fulminata e alla XV Apollinaris, assediò Gerusalemme, fulcro della rivolta. La X si accampò sul Monte degli olivi e durante l'assedio acquistò fama per la sua abilità di utilizzare le macchine da guerra. Dopo cinque mesi di duro assedio, Gerusalemme cadde e fu saccheggiata. La legio X Fretensis venne lasciata quale guarnigione permanente nella parte occidentale della città. La scelta fu particolarmente gravosa per il popolo sconfitto in quanto la capitale assediata e sconfitta, sede del Tempio appena distrutto, venne presidiata da una legione il cui vessillo rappresentava un animale impuro per la religione ebraica.
Al termine dell'assedio di Gerusalemme, mentre Tito si recò a Roma dal padre, venne nominato legatus legionis Terenzio Rufo (settembre del 70). Pochi mesi più tardi era nominato nuovo governatore provinciale di Giudea, Sesto Lucilio Basso, che ebbe l'ordine di portare a termine le ultime operazioni militari in Giudea. Egli si servì della Fretensis, che conquistò Erodio e, attraversato il Giordano, la fortezza di Macheronte, sulla costa del Mar Morto. A causa di una malattia, Basso non portò però a termine il suo compito. Fu sostituito da Lucio Flavio Silva, che, nell'autunno del 72, attaccò la fortezza giudaica di Masada, avvalendosi anche della X legione. Dopo la definitiva soppressione della rivolta, la legione fu collocata a Gerusalemme. In questo periodo fu la sola acquartierata in Giudea con il compito di mantenere la pace nella regione. Era alle dirette dipendenze del proconsole provinciale, che aveva quindi anche la funzione di legatus legionis che, in questo caso, era il futuro imperatore Traiano.

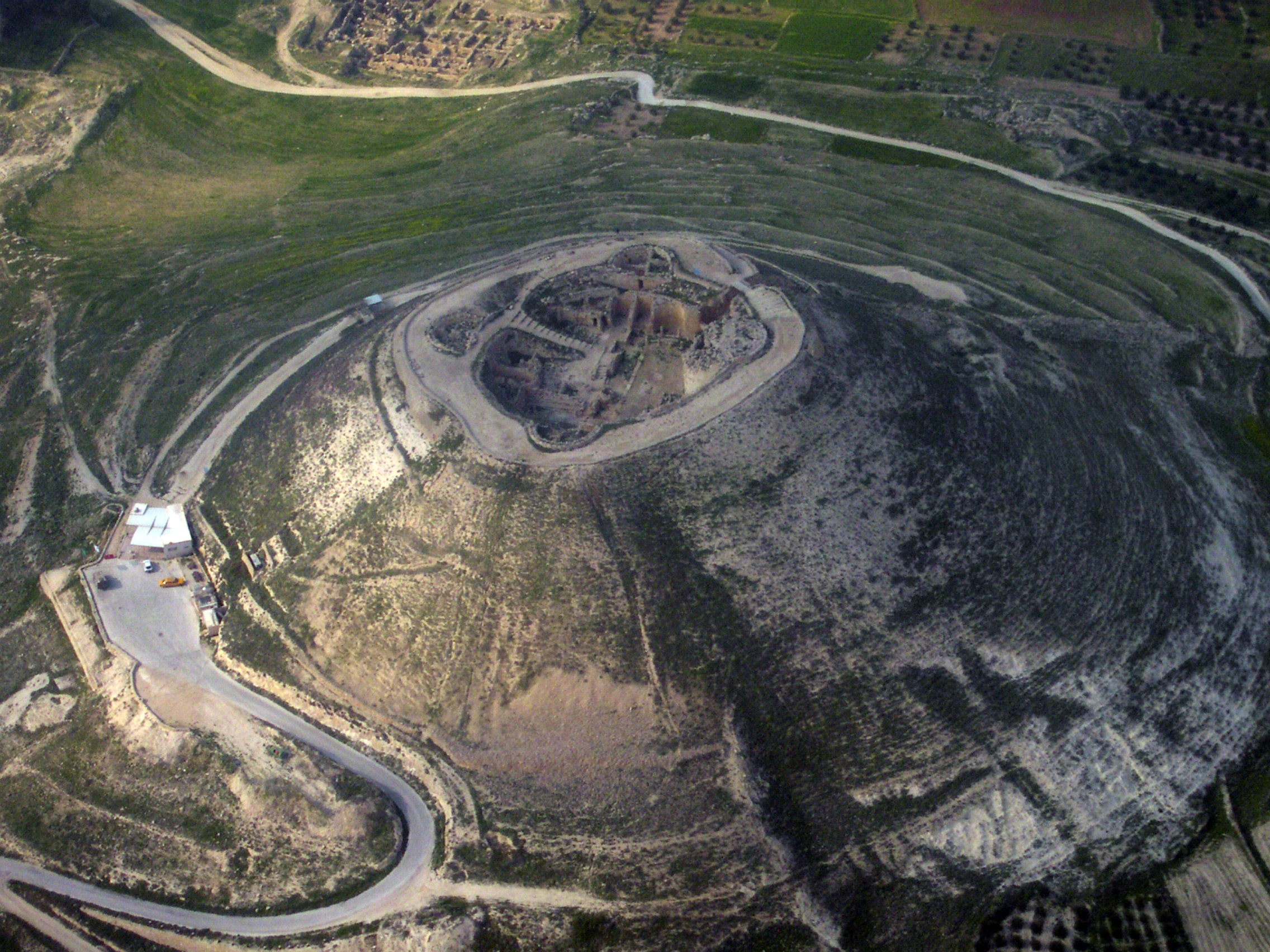
Erodio, una delle fortezze conquistate dalla X legione Fretensis durante la rivolta giudaica.
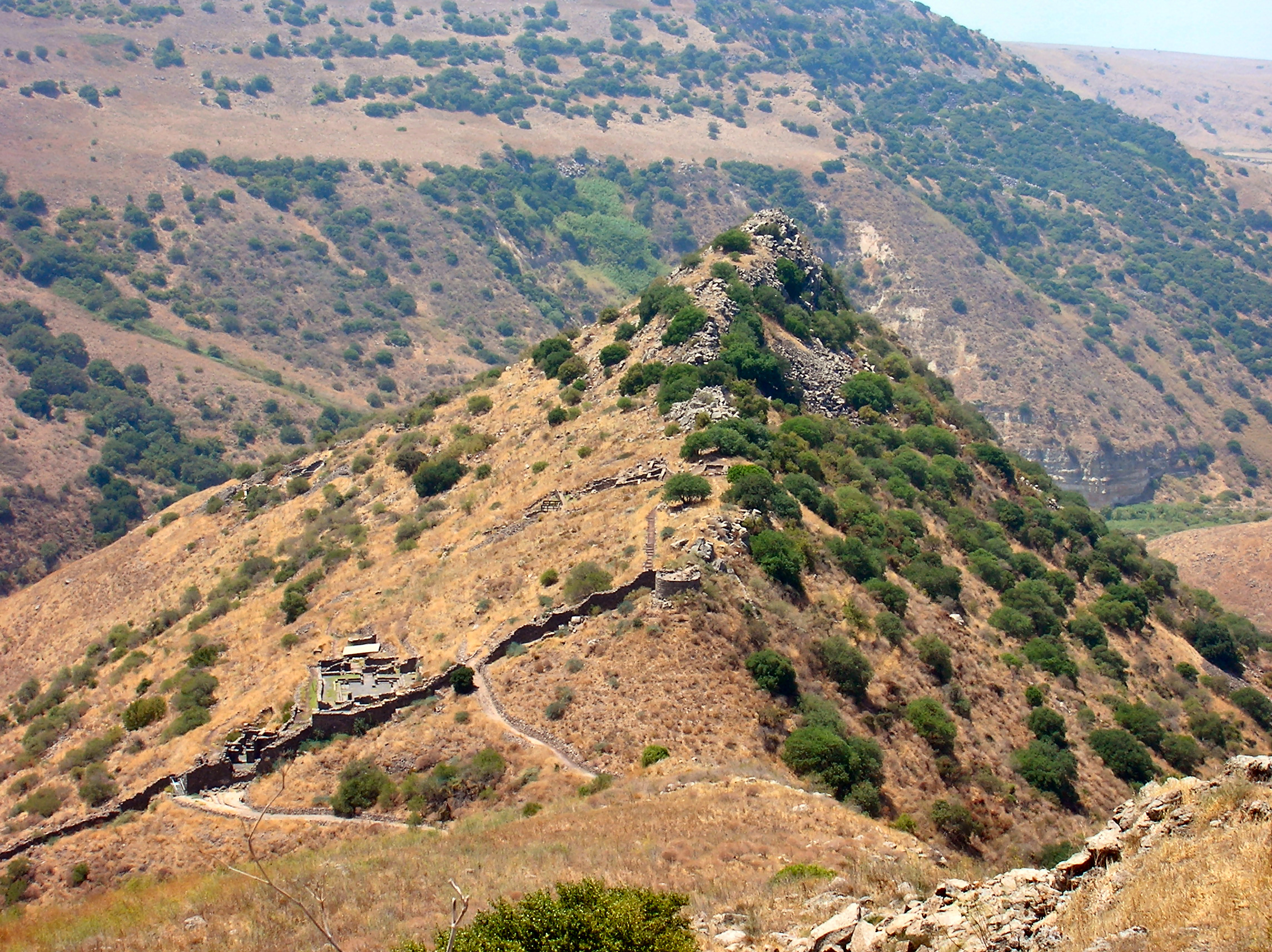
Rovine della città di Gamala, conquistata dalla X Fretensis nel 68.
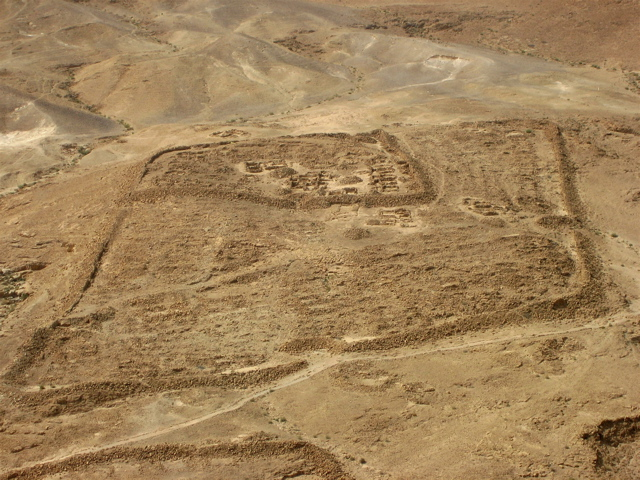
I resti dell'accampamento della X Fretensis a Masada.
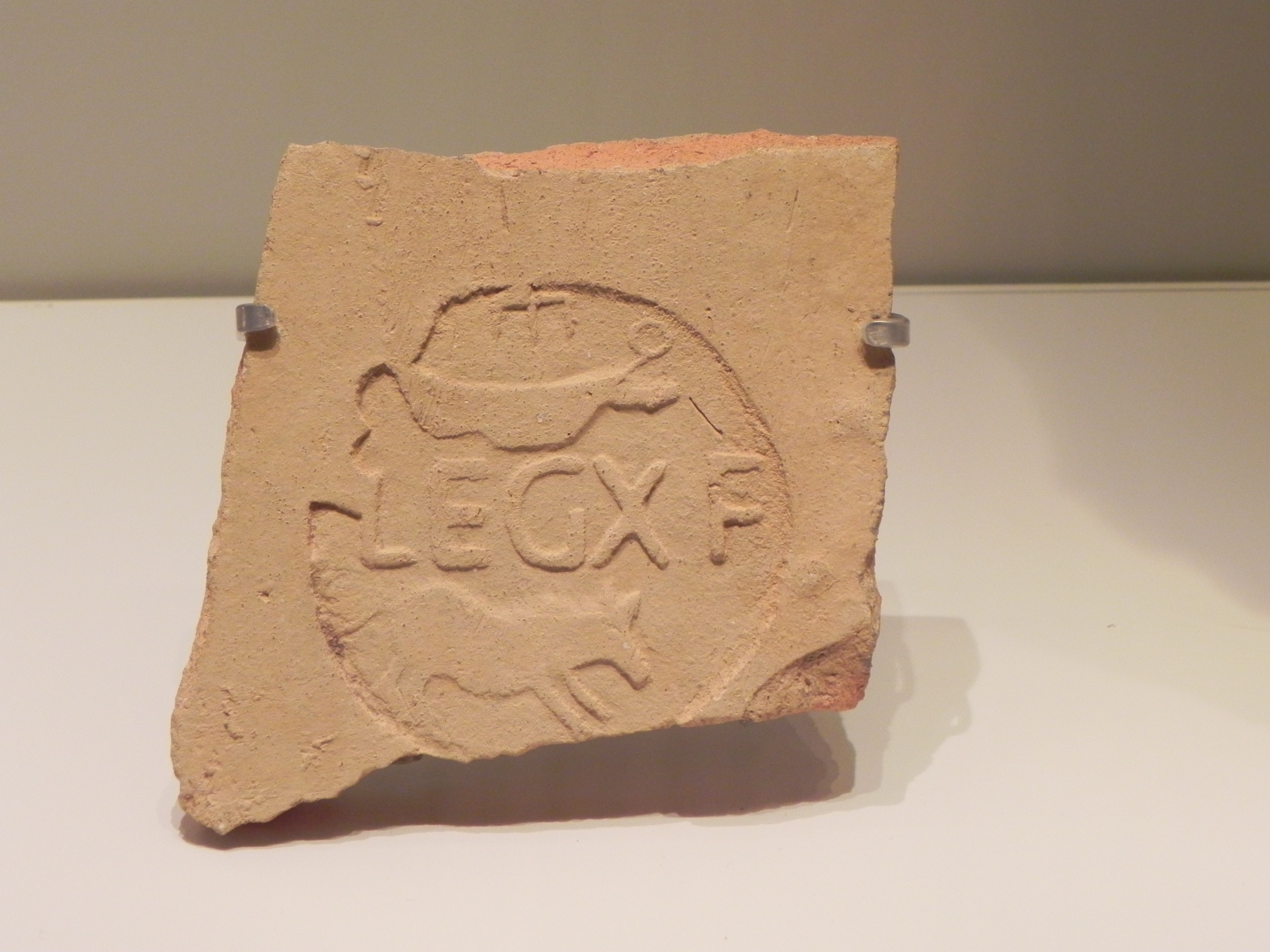
L'emblema della legione, un cinghiale o maiale, era visibile in molti luoghi e doveva avere lo scopo di umiliare la popolazione ebraica.

## Seconda guerra giudaica
Dopo aver partecipato alla campagna militare di Traiano contro i Parti, la Fretensis fu coinvolta nella rivolta di Bar Kochba (132-135). Simon Bar Kokheba diede vita a una rivolta a seguito della costruzione di un tempio dedicato a Giove a Gerusalemme voluto da Adriano. La guerra terminò quando l'esercito romano, compresa la X Fretensis e truppe provenienti dal confine danubiano, sotto il comando di Sesto Giulio Severo riconquistarono Gerusalemme e assediarono con successo l'ultima fortezza giudaica, Betar. Visto il malcontento che serpeggiava nella regione, la Fretensis fu affiancata dalla VI Ferrata, accampata a Lejjun.

## Storia successiva
Una vexillatio della Fretensis combatté contro i Marcomanni al tempo di Marco Aurelio. Nel 193, la legione si schierò con Pescennio Nigro contro Settimio Severo e fu forse coinvolta nella lotta tra Giudei e Samaritani. Si trovava ancora a Gerusalemme al tempo di Erennio Etrusco (250), mentre all'epoca di Gallieno fu impiegata nella guerra contro l'Impero delle Gallie, in Europa. Fu poi spostata ad Aila (vicino all'odierna Eilat), forse all'epoca della riforma di Diocleziano e si trovava ancora là quando fu redatta la Notitia Dignitatum (inizi del V secolo).